# Sipplingen
Sipplingen – miejscowość i gmina w Niemczech, w kraju związkowym Badenia-Wirtembergia, w rejencji Tybinga, w regionie Bodensee-Oberschwaben, w powiecie Jezioro Bodeńskie, wchodzi w skład wspólnoty administracyjnej Überlingen.

## Współpraca
Miejscowość partnerska:
- Stolpen, Saksonia